# Barranco Grande
Barranco Grande es una entidad de población del municipio de Santa Cruz de Tenerife, en la isla de Tenerife —Canarias, España—. 
Se encuadra administrativamente dentro del distrito Suroeste.

## Toponimia
El barrio toma su nombre del accidente geográfico que prácticamente lo divide en dos. Este barranco tiene su nacimiento en la Montaña Birmagen a 851 m s. n. m. y desemboca en el mar junto al barrio de Añaza después de recorrer cerca de 8 kilómetros más o menos.

## Características
Barranco Grande se encuentra situado al suroeste de la ciudad, a 10 kilómetros del centro y a una altitud media de 260 m s. n. m.
El barrio se puede dividir a su vez en los núcleos diferenciados de Barranco Grande, El Draguillo y El Rosarito.
Posee dos i3glesias dedicadas a San Felipe del Sobradillo y Nuestra Señora de la Merced, los centros educativos Colegio de El Draguillo, Colegio Bethencourt y Molina, un centro de salud, una oficina descentralizada del Ayuntamiento, una oficina del INEM, un centro social, un campo de fútbol, dos canchas deportivas, una farmacia, plazas públicas, parques infantiles, una gasolinera, varias sucursales bancarias, así como bares, restaurantes y pequeños comercios, además de un centro comercial. El barrio conserva además pequeñas explotaciones ganaderas de ovejas y cabras en sus inmediaciones.
En el barrio se ubica el Molino de Barranco Grande, declarado Bien de Interés Cultural en la categoría de Sitio Histórico.

## Historia

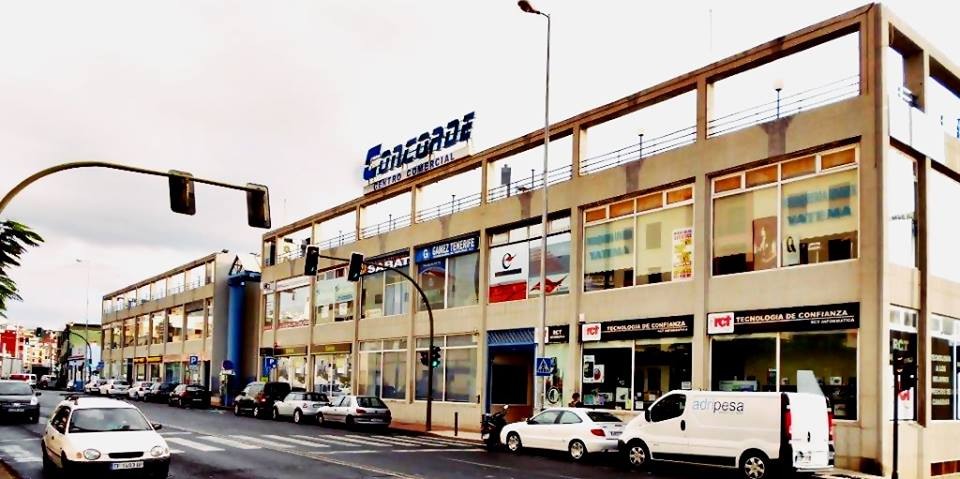
Centro Comercial Concorde, inaugurado en 1988.

Este barrio se originó en el siglo xix como núcleo de población del vecino municipio de El Rosario. Sin embargo, el 30 de octubre de 1972 fue cedido, junto con otros terrenos, a la ciudad de Santa Cruz para su expansión.
A partir de esta década se produce un gran impulso en el barrio con la colocación de las primeras aceras, alcantarillado, alumbrado y asfaltado de las calles de tierra. El barrio comienza entonces un proceso de transformación de núcleo agrícola a barrio dormitorio de la capital.

## Demografía
| Año        | 2000  | 2001  | 2002  | 2003  | 2004  | 2005  | 2006  | 2007  | 2008  | 2009  | 2010  | 2011  | 2012  | 2013  | 2014  | 2015  | 2016  |
| ---------- | ----- | ----- | ----- | ----- | ----- | ----- | ----- | ----- | ----- | ----- | ----- | ----- | ----- | ----- | ----- | ----- | ----- |
| Habitantes | 6 415 | 6 577 | 6 785 | 6 049 | 6 032 | 6 334 | 6 561 | 6 837 | 7 104 | 7 335 | 7 440 | 7 521 | 7 173 | 7 255 | 7 286 | 7 270 | 7 537 |

## Comuniaciones
Se puede llegar al barrio principalmente a través de la Autopista del Sur TF-1, la Carretera General del Sur TF-28 o de la Autovía interconexión Norte-Sur TF-2.

### Transporte público
El barrio cuenta con paradas de taxi en la carretera del Sobradillo y en la carretera General del Sur. 
En autobús —guagua— queda conectado mediante las siguientes líneas de TITSA: 
| Línea | Trayecto                                                                     | Recorrido |
| ----- | ---------------------------------------------------------------------------- | --------- |
| 018   | La Laguna - Añaza (por centros comerciales)                                  | Recorrido |
| 055   | La Laguna - Bco. Grande (por Geneto)                                         | Recorrido |
| 056   | La Laguna - Bco. Grande (por Llano del Moro)                                 | Recorrido |
| 126   | Candelaria - Guajara (Universidad) - H. U. La Candelaria - Intercambiador SC | Recorrido |
| 127   | Taco - Güímar (por Barranco Hondo y Candelaria)                              | Recorrido |
| 933   | Taco - Bco. Grande - Cruce Sta. María - El Tablero                           | Recorrido |
| 934   | Intercambiador - Taco - Santa María del Mar - Añaza - Intercambiador         | Recorrido |
| 939   | Taco - El Sobradillo - Llano del Moro                                        | Recorrido |
| 944   | El Tablero - La Gallega - Avda. Hespérides - Tíncer - Taco                   | Recorrido |

## Lugares de interés
- Molino de Barranco Grande (BIC).
- Centro Comercial Concorde.